# Manifestations de 2022 en Jordanie
 (décembre 2022).
Les manifestations de 2022 en Jordanie sont une série de manifestations ayant débuté en Jordanie le 15 décembre 2022 contre la hausse des prix du gaz.

## Manifestations
Il y a eu des rapports selon lesquels la police anti-émeute aurait lancé des gaz lacrymogènes pendant les manifestations. Des jeunes ont affronté la police au nord-est d'Amman. Des manifestants se sont organisés dans le quartier de Tafiyla à Amman, où la police a affronté des manifestants prononçant des slogans antigouvernementaux. Des jeunes ont brûlé des pneus sur une route principale entre Amman et la mer Morte, perturbant le trafic, et les autoroutes reliant Amman à Irbid et Karak ont été fermées. Des jeunes ont également affrontés la police dans plusieurs quartiers d'Irbid et ont lancé des pierres dans des villes plus petites. Certains manifestants ont menacé d'organiser des manifestations de rue.

## Victimes
Jusqu'à présent, un officier supérieur de la police a été tué après avoir reçu une balle dans la tête, et trois autres ont été tués lors d'un raid mené pour arrêter les suspects. L'un des suspects, qualifié de "combattant", a été tué.